# Origanum nebrodense
Origanum nebrodense là một loài thực vật có hoa trong họ Hoa môi. Loài này được Tineo ex Lojac. mô tả khoa học đầu tiên năm 1907.